# Dumitreștii-Față, Vrancea
Dumitreștii-Față este un sat în comuna Dumitrești din județul Vrancea, Muntenia, România.
 Acest articol despre o localitate din județul Vrancea este deocamdată un ciot. Puteți ajuta Wikipedia prin completarea lui.